# Thektogaster baxoiensis
Thektogaster baxoiensis är en stekelart som beskrevs av Yin-Xia Liao 1982. Thektogaster baxoiensis ingår i släktet Thektogaster och familjen puppglanssteklar. Inga underarter finns listade i Catalogue of Life.